# 娄烦古城遗址
娄烦古城遗址，位于山西省太原市娄烦县马家庄乡新城东沟村，是中华人民共和国全国重点文物保护单位之一。
为北方古代少数民族楼烦国南下后所建都城，被赵武灵王攻破后的遗存。年代为春秋战国时期。2004年6月10日，公布为山西省文物保护单位，2013年5月公布为全国重点文物保护单位，是一座古遗址。